# Cha Dong-min
Cha Dong-min (koreanisch 차동민; * 24. August 1986 in Seoul) ist ein südkoreanischer Taekwondoin. Er wurde 2008 Olympiasieger im Schwergewicht.
Seine ersten internationalen Titelkämpfe bestritt Cha bei der Juniorenasienmeisterschaft 2003 in Ho-Chi-Minh-Stadt, wo er in der Klasse über 78 Kilogramm den Titel gewann. Im Jahr 2007 setzte er sich überraschend gegen die nationale Konkurrenz durch und qualifizierte sich im Schwergewicht über 80 Kilogramm in Manchester für die Olympischen Spiele 2008 in Peking. Im olympischen Turnier setzte er sich nach einem Auftaktsieg im Viertelfinale gegen Akmal Ergashev durch und schlug im Halbfinale Ángel Matos. Im Finale gegen Alexandros Nikolaidis stand es bis kurz vor Kampfende unentschieden, Cha setzte jedoch noch einen Körpertreffer und gewann die Goldmedaille. Damit errang auch bei der dritten Austragung ein südkoreanischer Athlet Olympiagold im Schwergewicht. Zudem sicherte Cha mit seinem Sieg den historischen Erfolg der südkoreanischen Taekwondoin, alle vier Starter konnten ihr Turnier und damit Gold gewinnen. Überschattet wurde der Erfolg nur vom Eklat im zuvor ausgetragenen Kampf um Bronze, wo der Kubaner Matos nach Disqualifikation den Schiedsrichter attackierte.
Bei seiner ersten Weltmeisterschaft 2011 in Gyeongju konnte Cha in der Klasse bis 87 Kilogramm Silber gewinnen, er unterlag erst im Finale Youssef Karami. Beim internationalen Olympiaqualifikationswettbewerb 2011 in Baku sicherte er sich die Teilnahme an seinen zweiten Olympischen Spielen 2012 in London.